# Erigone eisenschmidti
Erigone eisenschmidti är en spindelart som beskrevs av Jörg Wunderlich 1976. Erigone eisenschmidti ingår i släktet Erigone och familjen täckvävarspindlar.
Artens utbredningsområde är Queensland. Inga underarter finns listade i Catalogue of Life.